# Énergie primaire

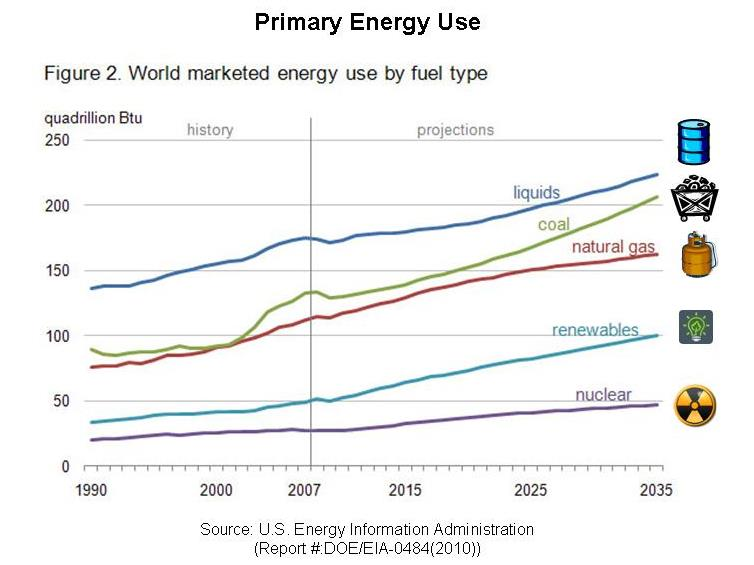
Utilisation d'énergie primaire. Projections à partir de 2007 réalisées par l'EIA en 2010.

L’énergie primaire est une forme d’énergie disponible dans la nature avant toute transformation. Elle est parfois utilisable directement, mais le plus souvent elle doit être transformée en une source d’énergie secondaire (un vecteur énergétique) pour être utilisable et transportable facilement, et enfin consommée sous forme d'énergie finale. 
Le concept d'énergie primaire est utilisé notamment pour l'analyse statistique des usages économiques de l'énergie, par exemple pour comparer des sources d'énergie en rapportant une quantité d'énergie finale donnée à la quantité d'énergie primaire nécessaire à sa production.

## Formes d’énergie primaire
L'énergie primaire est obtenue par des transformations de la matière :
- transformations physiques dans un champ gravitationnel : travail mécanique associé au mouvement d'une masse de matière soumise à la pesanteur ; onde acoustique par déformation élastique d'un fluide ;
- transformations par interactions électromagnétiques : déplacement de particules ionisées et orientation du moment magnétique de matériaux ; variation d'énergie cinétique moyenne d'agitation microscopique moléculaire et atomique ; enthalpie de changement d'état chimique ; transfert thermique par rayonnement électromagnétique associé à une réaction chimique de modification des liaisons entre les atomes formant des molécules, propagation de photons ;
- transformations de la matière en physique des particules subatomiques par interactions nucléaires fortes ou faibles : désintégration radioactive, fission ou fusion nucléaire ; rayonnement électromagnétique associé à une modification de noyau atomique, rayonnement corpusculaire de particules subatomiques de haute énergie.

## Énergie primaire et cycle de l'énergie
L’énergie primaire permet de produire de l’énergie secondaire qui est elle-même transformée en énergie finale au stade de l’utilisation. Ainsi l’énergie mécanique d’une chute d’eau, transformée en énergie électrique (un vecteur énergétique), puis transportée sous cette forme peut produire chez l’utilisateur : froid, lumière, énergie mécanique (moteurs), chauffage, etc. Vues de l’utilisateur, les formes d’énergie primaire sont souvent substituables tant qu'elles lui permettent d'utiliser la forme d'énergie finale de son choix.
Cette série de transformations forme une chaîne énergétique, par exemple, la chaîne pétrolière : extraction, transport, raffinage, distribution, utilisation. Les transformations sont caractérisées par un rendement, toujours inférieur à 1, par suite des pertes inévitables au cours de la production et du transport.
Les statistiques les plus utilisées pour la comparaison de la production et de l’utilisation de l’énergie, celles de l'Agence internationale de l'énergie (AIE), considèrent par convention comme énergie primaire l’énergie brute pour les combustibles fossiles et la biomasse, et pour les autres sources d'énergie, celle qui résulte de la première transformation (ainsi la chaleur nucléaire, l'électricité éolienne, l'électricité photovoltaïque ou héliothermique, et l'électricité hydraulique sont-elles considérées comme énergie primaire) et comme énergie finale la forme sous laquelle elle arrive chez l’utilisateur final (ainsi l’électricité mesurée au compteur de l’abonné quelle qu’en soit l’utilisation finale : éclairage, chauffage, machines, etc.), parce que ce sont celles pour lesquelles on dispose de données chiffrées. Les statistiques d'énergie primaire de l'AIE mélangent donc des sources et formes d'énergie primaire (combustibles fossiles et biomasse) avec des formes secondaires d'énergie (électricité produite par l'hydraulique, l'éolien et le solaire), ce qui ne permet pas de comparaison pertinente entre ces deux catégories d'énergie ; les seules comparaisons correctes doivent se situer au niveau de l'énergie finale. Mais les statistiques d'énergie primaire de l'AIE conservent un intérêt certain pour comparer, par exemple, les formes d'énergie produites localement avec celles qui sont importées ou la consommation locale avec l'exportation.
Pour permettre les comparaisons, toutes les formes d’énergie sont exprimées à l’aide d’une unité commune permettant de mesurer la quantité d'énergie contenue, émise ou transférée ; elle peut être, selon le sujet principal, le gigajoule (GJ), le kilowatt-heure (kWh), ou la tonne d'équivalent pétrole (tep, toe en anglais). Comme les diverses sources de pétrole ou de houille peuvent avoir des caractéristiques énergétiques légèrement différentes, on s'appuie sur des conventions pour passer facilement d'une unité à l'autre. Par convention :
- 1 tep = 41,855 GJ (généralement arrondis à 42 GJ) = 11 628 kWh = 1 000 m3 de gaz = 7,33 barils de pétrole (bbl en anglais).
- Dans le système impérial, le quadrillion, ou quad, est habituellement employé, unité de mesure d'énergie valant 1015 BTU, converti dans le Système international d'unités en 1,055 exajoules (EJ).

## Catégories d'énergie primaire
Les sources et formes d'énergie sont multiples :
- L'énergie mécanique :
  - L'énergie mécanique humaine et animale : traction animale ;
  - L'énergie mécanique des éléments naturels : 
    - L'énergie hydraulique (cours d’eau et chutes d’eau) transformée en énergie mécanique (moteur hydraulique) ou électrique (énergie hydroélectrique) ;
    - L'énergie marémotrice (marées) transformée en énergie électrique dans des centrales marémotrices ;
    - L'énergie éolienne (vent) transformée en énergie mécanique (moulins à vent, voiliers, char à voile) ou électrique (génératrice éolienne).
- L'énergie thermique et l'énergie électromagnétique :
  - Les combustibles permettent la production de chaleur lors d'une réaction chimique exothermique: 
    - Les combustibles selon leur état physique : 
      - Les combustibles solides ;
      - Les combustibles liquides ;
      - Les combustibles gazeux.

    - Les combustibles selon leur composition :
      - Les combustibles minéraux :
        - Les combustibles minéraux solides (CMS)[1] : charbon, (ou généralement anthracite), lignite, à base de carbone plus ou moins pur ;
        - Les explosifs : énergie non contrôlée.

      - Les combustibles organiques :
        - Les hydrocarbures : gaz naturel, pétrole (molécules formées d'atomes de carbone et d’hydrogène) ;
        - La biomasse : bois, produits et déchets végétaux, formés de matière organique (essentiellement carbone, hydrogène et oxygène), transformés en combustibles divers : bois et dérivés, biogazole, méthane (biogaz), méthanol, éthanol...

    - À chaque type de combustible correspondent certains types de stockage et de transport, des précautions incendie et sanitaires particulières ainsi que des normes, législations et conventions de négoces particulières[2].
    - Les combustibles (charbon, pétrole et gaz naturel) ont aussi une utilisation non énergétique comme matière première dans l’industrie chimique : carbochimie, pétrochimie, engrais, le bâtiment ou les travaux publics (bitume).
    - La cogénération consiste à produire simultanément chaleur et électricité. Les combustibles peuvent aussi actionner des moteurs. La combustion dégage du dioxyde de carbone (CO2).

  - L'énergie thermique terrestre : exploitée en géothermie : exploitation de la chaleur naturelle des couches profondes de la croûte terrestre.
  - L'énergie thermique des mers
  - L'énergie solaire thermique : rayonnement solaire, transformé en chaleur (chauffe-eau solaire, pompe à chaleur)
  - L'énergie solaire photovoltaïque : rayonnement solaire, transformé en électricité (cellules photovoltaïques).
- L'énergie nucléaire obtenue par :
  - Fission : la réaction de fission nucléaire de l’uranium et du plutonium (en premier lieu, et accessoirement la radioactivité intense de certains des produits de fission) crée de la chaleur (à haute température) qui est transformée en électricité au travers d'une turbine ; lors de cette transformation une partie de la chaleur est perdue et rejetée dans l’air ou dans l’eau (à basse température ; cette chaleur serait partiellement réutilisable pour alimenter des installations de chaleur à distance par cogénération). C'est toute la chaleur directement générée par la fission des atomes qui est considérée comme énergie primaire ; ce qui explique que l'énergie électrique issue du nucléaire montre généralement un rendement de 33 à 38 % dès la production.
  - Fusion : encore au stade expérimental.

## Statistiques mondiales
L'Agence internationale de l'énergie (AIE) rassemble les données de l'ensemble des pays pour établir et publier des statistiques mondiales sur la production et la consommation d'énergie. L'AIE a été créée par l'OCDE en 1961 et ne regroupe que 37 membres, mais exploite et produit des données mondiales, et constitue le principal fournisseur de données statistiques sur l'énergie. 
Dans les statistiques de l'AIE et d'autres organismes internationaux, l'agrégat « Total des ressources en énergie primaire » (en anglais : Total primary energy supply (TPES)) inventorie l'ensemble des ressources énergétiques mobilisées par un pays, soit par production locale, soit par importation, diminuées des exportations et des soutes internationales (consommations des moyens de transport internationaux : avions et bateaux) et corrigées des variations de stocks, afin de ne conserver que les ressources destinées à la consommation intérieure.
Au niveau mondial, la répartition de ces ressources primaires (productions annuelles) a évolué comme suit :
| en Mtep                                                         | 1973  | %    | 2015   | %    |
| Charbon+lignite                                                 | 1474  | 23,7 | 3872   | 28,1 |
| Pétrole                                                         | 2938  | 47,3 | 4416   | 32,0 |
| Gaz naturel                                                     | 991   | 15,9 | 2976   | 21,6 |
| Nucléaire                                                       | 53    | 0,9  | 671    | 4,9  |
| Hydroélectricité                                                | 110   | 1,8  | 334    | 2,4  |
| Biomasse+déchets                                                | 641   | 10,3 | 1319   | 9,6  |
| Autres*                                                         | 6     | 0,1  | 202    | 1,5  |
| TOTAL                                                           | 6 214 | 100  | 13 790 | 100  |
| * autres : géothermie, solaire, éolien, chaleur récupérée, etc. |       |      |        |      |

Les trois dernières lignes regroupent les énergies renouvelables (EnR) ; au total, elles sont passées de 12,2 % des ressources mondiales en 1973 à 13,5 % en 2015. Les conventions utilisées par les statistiques de l'Agence internationale de l'énergie (AIE) et d'Eurostat, contrairement à celles de l'Energy Information Administration (EIA) américaine (une agence du département de l'Énergie des États-Unis), minorent la part des énergies renouvelables électriques. Avec des conventions conformes aux ratios réels de substitution entre énergies fossiles et électricité, telles que celles de l'EIA, on obtient environ 6,9 % pour l'hydroélectricité et 3,5 % pour les autres EnR, hors biomasse, ce qui porte la part des énergies renouvelables à 20,6 % en 2013.
Voici la répartition régionale et par grands pays des productions et consommations d'énergie primaire, ainsi que les consommations par habitant :
| Région/Pays                 | Production Mtep | %     | Consommation Mtep | %     | Cons./hab. tep |
| Monde                       | 13 790          | 100,0 | 13 647            | 100,0 | 1,86           |
| OCDE                        | 4 164           | 30,2  | 5 259             | 38,5  | 4,12           |
| Moyen-Orient                | 1 884           | 13,7  | 729               | 5,3   | 3,21           |
| Europe et Eurasie hors OCDE | 1 833           | 13,3  | 1 106             | 8,1   | 3,24           |
| Asie hors Chine & OCDE      | 1 479           | 10,7  | 1 769             | 13,0  | 0,73           |
| Amériques hors OCDE         | 816             | 5,9   | 628               | 4,6   | 1,29           |
| Afrique                     | 1118            | 8,1   | 788               | 5,8   | 0,66           |
| Quelques grands pays :      |                 |       |                   |       |                |
| Chine                       | 2 496           | 18,1  | 2 973             | 21,8  | 2,17           |
| États-Unis                  | 2 018           | 14,6  | 2 188             | 16,0  | 6,80           |
| Inde                        | 554             | 4,0   | 851               | 6,2   | 0,65           |
| Russie                      | 1 334           | 9,7   | 710               | 5,2   | 4,93           |
| Japon                       | 30              | 0,2   | 430               | 3,2   | 3,38           |
| Allemagne                   | 120             | 0,9   | 308               | 2,3   | 3,77           |
| Brésil                      | 279             | 2,0   | 298               | 2,2   | 1,43           |
| Corée du Sud                | 51              | 0,4   | 273               | 2,0   | 5,39           |
| Canada                      | 471             | 3,4   | 270               | 2,0   | 7,54           |
| France                      | 138             | 1,0   | 246               | 1,8   | 3,71           |
| Iran                        | 324             | 2,3   | 237               | 1,7   | 2,99           |
| Indonésie                   | 426             | 3,1   | 225               | 1,6   | 0,87           |
| Arabie saoudite             | 649             | 4,7   | 222               | 1,6   | 7,03           |
| Mexique                     | 192             | 1,4   | 187               | 1,4   | 1,55           |
| Royaume-Uni                 | 119             | 0,9   | 181               | 1,3   | 2,78           |

## Conventions: équivalence électrique entre énergie primaire et finale
L'électricité est une énergie finale très polyvalente, utilisée pour toutes sortes d'usages domestiques et industriels, et produite à partir de nombreuses sources. À des fins de comparaison, on traduit l'énergie électrique en son équivalent primaire. Cela permet par exemple de répondre à une question comme « à combien de pétrole consommé correspond une éolienne, une centrale nucléaire, etc. ? ». Pour les centrales thermiques, on dispose de données précises sur la consommation de combustible (charbon, gaz, etc.) et leur production électrique. Dans d'autres cas, faute de ces données, différents organismes ont recours à des conventions. 
Les conventions adoptées pour évaluer l'énergie primaire du nucléaire et des énergies non thermiques (hydroélectricité, éolien, solaire, énergies marines) sont les suivantes :
- pour le nucléaire, l'énergie primaire est calculée en supposant un rendement de conversion de 33 à 38 %, c'est-à-dire que l'on considère que l'énergie primaire est la chaleur produite dans le réacteur par la réaction de fission nucléaire, et que la conversion en électricité par le cycle thermodynamique, identique à celle des centrales thermiques classiques (charbon, fioul, gaz hors cycle combiné) a le même rendement : environ un tiers (soit un coefficient d'énergie primaire entre 2,63 et 3) ;
- pour la géothermie, lorsque le rendement de conversion de la chaleur géothermique en électricité n'est pas connu, on suppose qu'il est de 10 % ; c'est-à-dire que l'énergie primaire correspondante est estimée à 10 fois l'énergie électrique produite ;
- pour les autres énergies non thermiques (hydraulique, éolien, solaire), l'AIE considère qu'il s'agit d'énergie primaire électrique brute, qui n'a pas besoin d'être convertie ; ce choix se justifie du point de vue du concept même d'énergie primaire, mais ne permet pas de comparaison avec les sources d'énergie thermique. De son côté l'Agence d'information sur l'énergie américaine donne conventionnellement un rendement de conversion de 33 % pour ces formes d'énergie.

Ce dernier cas illustre le résultat de ces conventions : le choix de l'AIE réduit le poids des énergies renouvelables non géothermiques dans les ressources primaires, celui de EIA donne une image un peu plus juste de l'équivalent en centrales thermiques qu'elles représentent mais au prix d'une déformation du concept d'énergie primaire. Cela illustre également que selon le cas et la question posée, la mesure pertinente peut être l'énergie primaire ou l'énergie finale, et qu'il faut savoir de laquelle des deux il est question dans un article ou une base de données.

### Réglementation thermique française
Les réglementations thermiques françaises RE 2020 fixent une limite à la consommation d'énergie primaire des habitations neuves (exprimée en kilowatts-heures d'énergie primaire par m2 et par an). Dans le cas d'un logement « tout électrique », la consommation d'énergie primaire est fixée réglementairement à 2,3 fois sa consommation électrique effective.

## Sources et références
Source
- (en) Agence internationale de l'énergie (AIE - en anglais : International Energy Agency - IEA), Key World Energy Statistics 2017 [« Principales statistiques mondiales de l'énergie en 2017 »], Paris, Imp. Chirat, 19 septembre 2017, 97 p., 11 × 16 cm (lire en ligne [PDF]). .

Références
1. ↑  [PDF] Vadala, « Les combustibles minéraux solides : charbon, lignite », sur Bureau de recherches géologiques et minières, 11 janvier 2002 (version du 11 mai 2019 sur Internet Archive) (consulté le 16 octobre 2021).
2. ↑  « Convention collective 3004 : Combustibles solides, liquides, gazeux et produits pétroliers (négoce et distribution des) » (version du 4 juin 2012 sur l’Archive.today), sur Centre National du Droit du Travail (consulté le 16 octobre 2021).
3. ↑  (en) Key World Energy Statistics 2017, p. 46.
4. 1 2  (en) Key World Energy Statistics 2017, p. 60.
5. ↑  (en) Key World Energy Statistics 2017, p. 61.
6. ↑  (en) Key World Energy Statistics 2017, p. 62 à 69.
7. ↑  (en) Key World Energy Statistics 2017, p. 73.
8. ↑  Arrêté du 13 avril 2022 modifiant l'arrêté du 10 avril 2020 relatif aux obligations d'actions de réduction des consommations d'énergie finale dans des bâtiments à usage tertiaire